# Narrenzunft Elzach

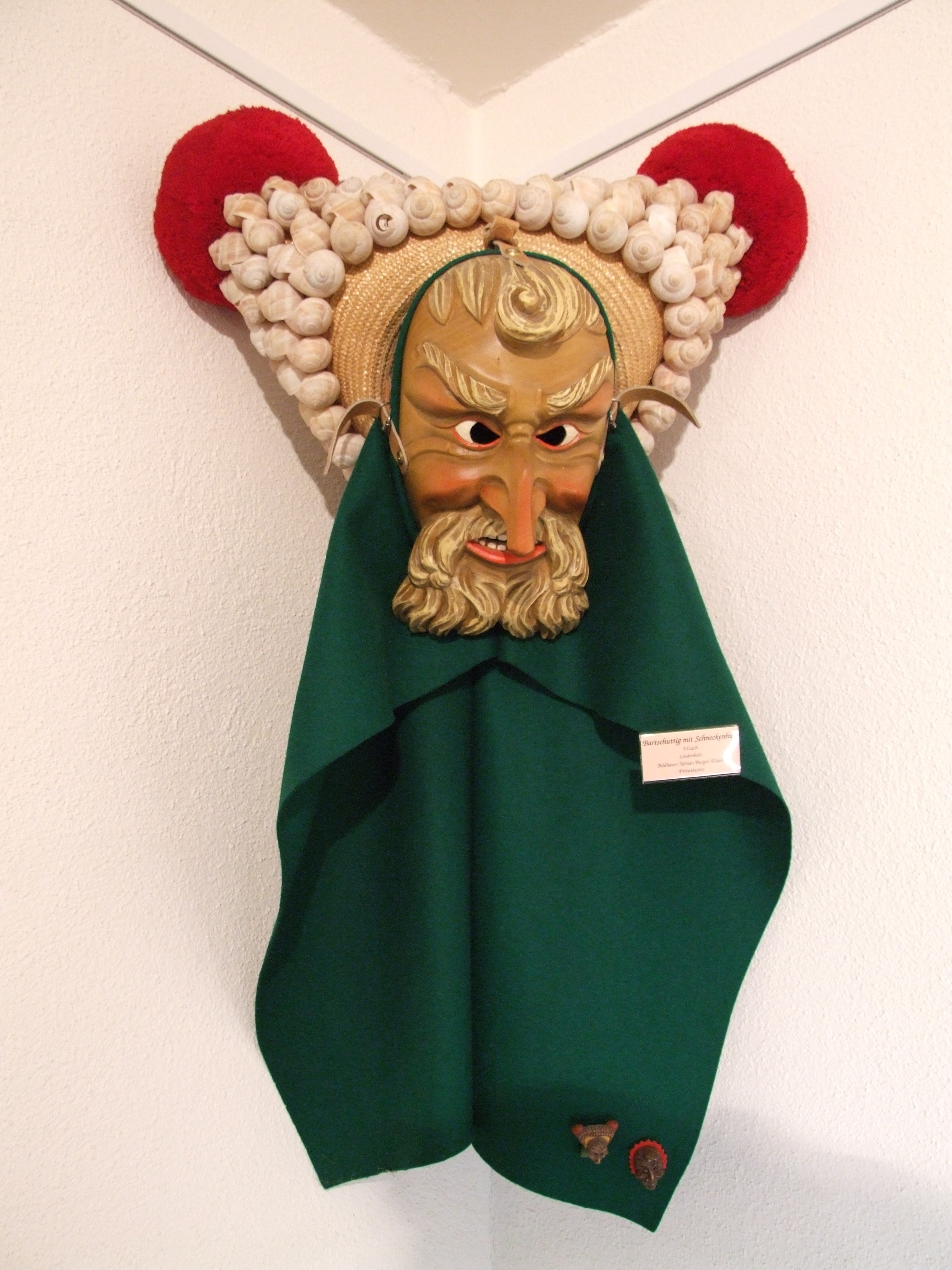
Bartschuttig, Lindenholzmaske mit Schneckenhut

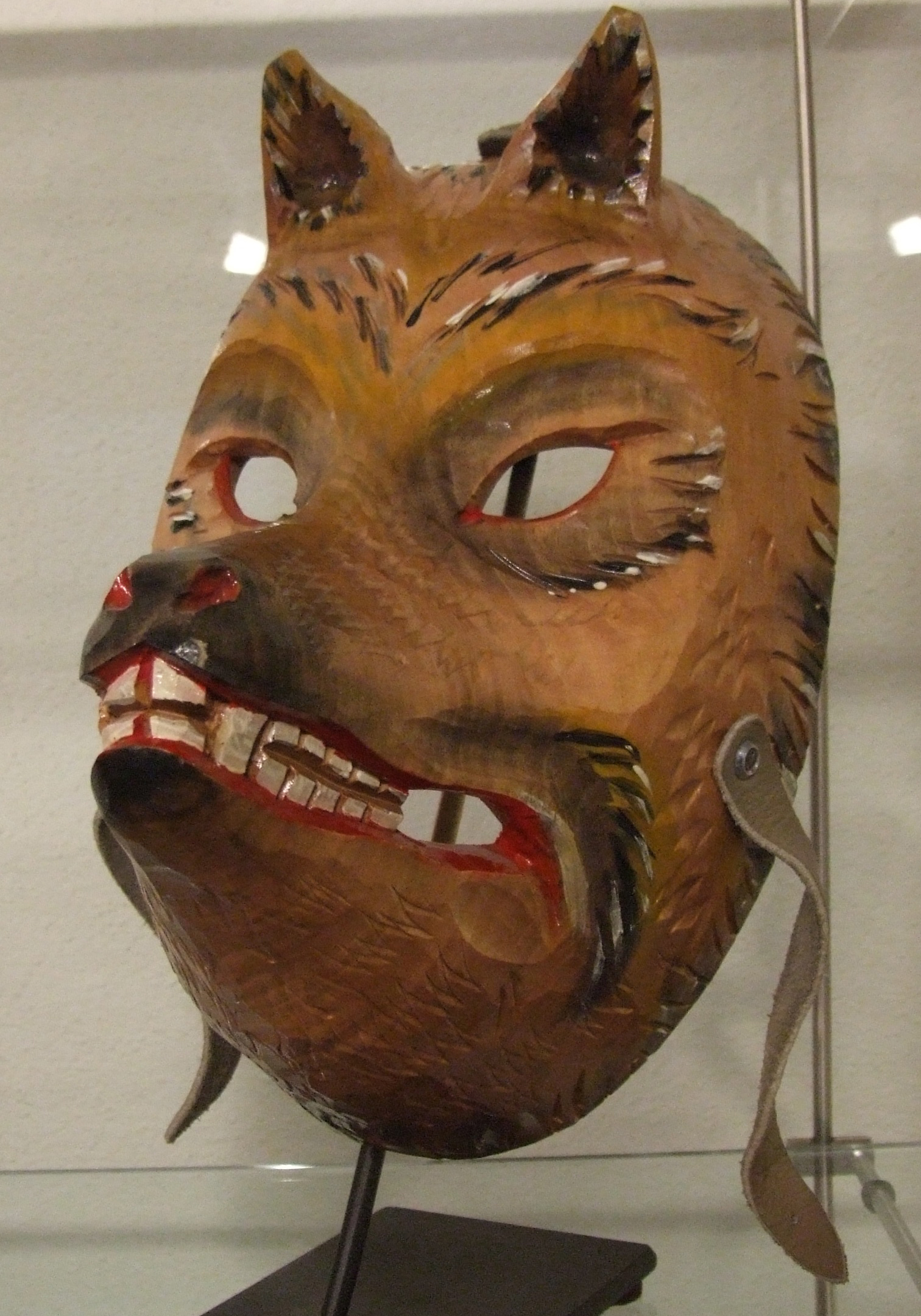
Fuchs, Lindenholzmaske

Die Narrenzunft Elzach ist die Narrenzunft, deren Aufgabe als gemeinnütziger eingetragener Verein die Bewahrung der Traditionen und die Ausrichtung der Fasnet in Elzach ist.

## Geschichte
Die älteste urkundliche Erwähnung der Fasnet in Elzach stammt aus dem Jahr 1530. Die Narrenzunft Elzach war am 16. November 1924 Gründungsmitglied der Vereinigung Schwäbisch-Alemannischer Narrenzünfte, aus der sie 1953 wegen Auseinandersetzungen um die Wahrung der Fasnetstraditionen gemeinsam mit den Narrenzünften aus Rottweil und Überlingen austrat. Seit 1963 bildet sie gemeinsam mit den Zünften aus Oberndorf, Überlingen und Rottweil den Viererbund.

## Figuren der Elzacher Fasnet

### Schuttig

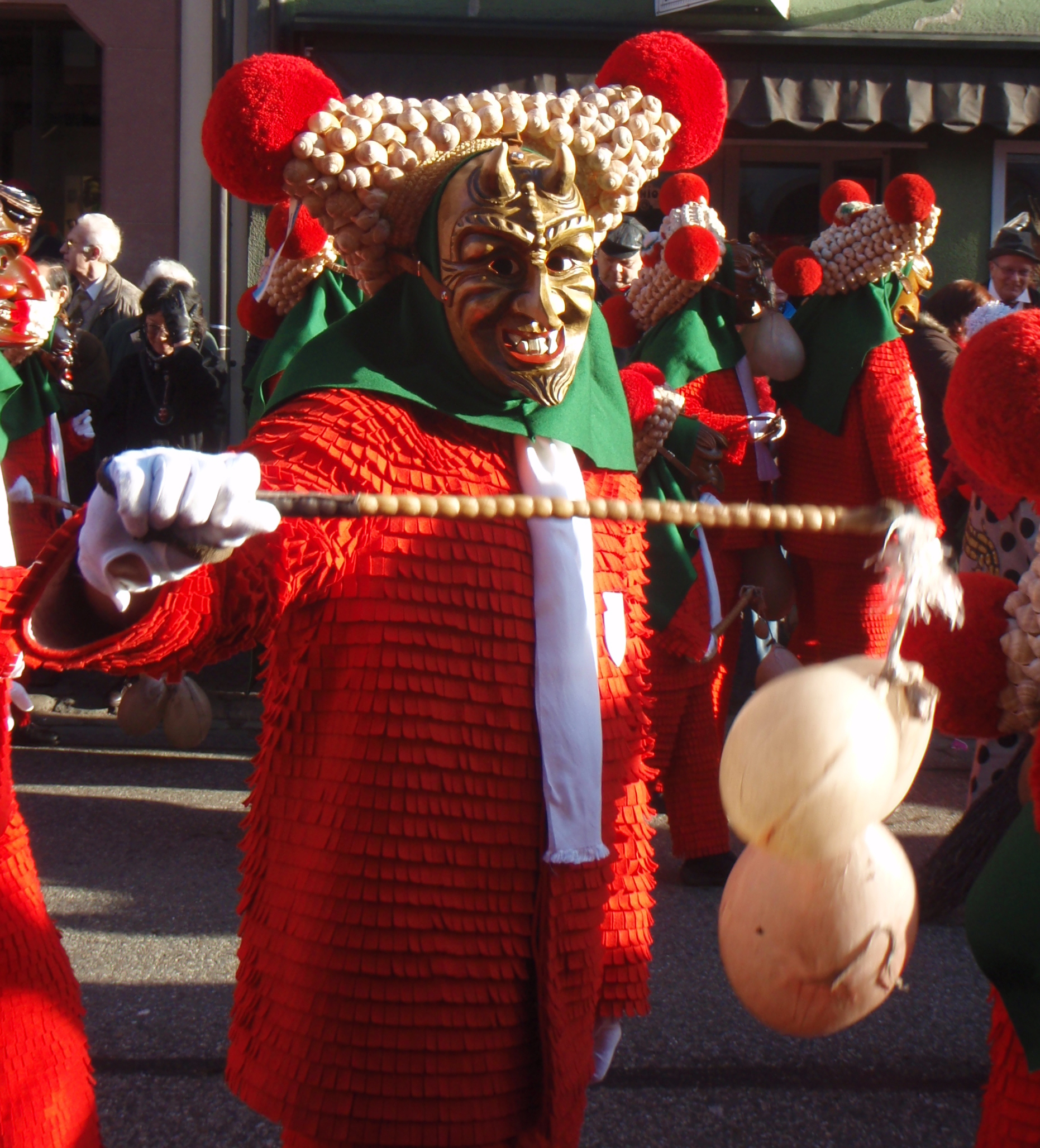
Elzacher Schuttig

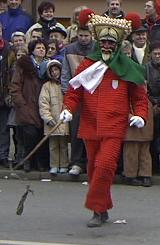
Elzacher Schuttig

Der Schuttig ist die traditionelle Elzacher Fasnetsfigur. Er hat einen roten Zottelanzug mit großem Strohhut und daran befestigten Schneckenhäusern. Auf dem Kopf trägt er einen gedrehten Dreispitz, an dessen Enden große Papierbollen oder rote Wollbollen sitzen. In der Hand trägt er meist den Hagenschwanz mit „Saublodere“ (Schweinsblase) oder eine Streckschere.
Die Schuttiganzüge wurden in den 1920er Jahren veredelt. Sie erhielten dabei akkurat geschnittene, leuchtend rote Filzzotteln, ein einheitlich grünes Larventuch aus Filz, einen weißen Seidenschal, weiße Handschuhe und am Schuttighut rote Wollbollen, schwarze Socken und schwarze Schuhe. 
Besonders reich ist die Larvenvielfalt der Schuttignarren; es gibt sieben Grundtypen von Larven: die Gfrisse (Bärengfriss, Fuchsgfriss), die Langnasen, der Lätsch, der Fratz, die Teufelslarven und Bartlarven sowie Mundle. Einzellarven sind unter anderem das Dodegfriss, der Sonntag, die Napoleonslarve, das Zohluckewiible, ehemals das Mariannle, das Affengfriss, der Alte Eberzahn, der Löwe und die schwarze Teufelslarve, welcher die Einzelfigur im schwarzen Zottelkleid als Anführer beim Schuttigumzug trägt.
Das Besondere an der Elzacher Fasnet ist, dass der Schuttig niemals in der Öffentlichkeit die Larve abnimmt. Dies tut er lediglich in den „Schuttigzimmern“, zu denen nur Schuttige Zugang haben. Diese Strenge ist in der schwäbisch-alemannischen Fasnet einzigartig und macht einen besonderen Reiz aus. Da jeder Narr mehrere Larven besitzt und sie während der Fasnet öfters wechselt, ist es den Leuten unmöglich zu erkennen, wer unter der Larve ist.

### Rägemolli

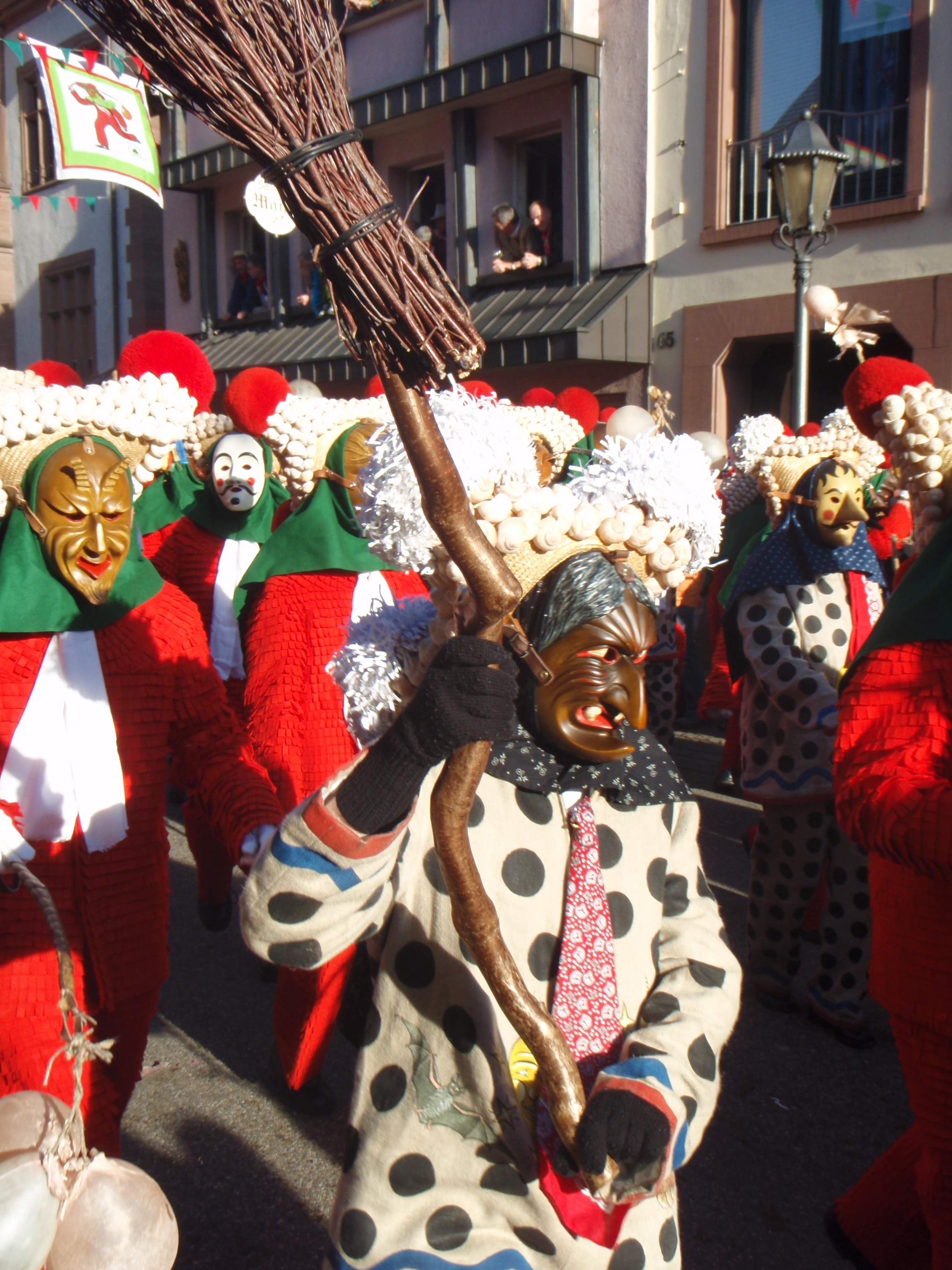
Rägemolli

Der Rägemolli, eine Abwandlung des Schuttigs im bemalten naturleinenen Anzug, lehnt seinen Namen durch die Machart seines Anzugs von der mundartlichen Bezeichnung des Feuersalamanders ab. Er trägt eine Peitsche oder einen Besen. Diese Figur war lange Zeit aus dem Elzacher Fasnetsbild verschwunden und wurde in den 1960er Jahren wiederbelebt. Traditionell ist der Rägemolli auf der Vorderseite mit einem Mond und Sternen, einer Eule und einer Fledermaus bemalt. Auf der Rückseite befinden sich eine Sonne oder ein Feuersalamander. Er trägt einen Dreispitzhut mit Papierbollen. Zudem tragen viele Rägemolli hellere Larven, wie das weiß grundierte Mundle oder die Langnas.

### Nachtwächterpaar
Weitere Figuren sind der Nachtwächter und sein Weib, die an der Umzugsspitze mitlaufen, wobei das „Weib“ traditionell von einem Mann dargestellt wird.

### Taganrufer
Die Taganrufer tragen hohe, schultütenförmige „Tschakko“ genannte Hüte, schwarze, lederne Augenmasken und ein weißes Hemd, das mit bunten Streifen am unteren Ende versehen ist. Sie üben den Brauch des Taganrufens am Morgen des Fasnetsmontags aus.

## Ablauf der Elzacher Fasnet
Zwei Wochen vor dem Fasnetssonntag beginnt die Kinderfasnet, die am Schmotzigen Donnerstag mit einem als Narrenlaufen bezeichneten Umzug von Kindern im Schuttig-Kostüm ihren Höhepunkt erreicht.
Der Fasnetssonntag beginnt mit dem Fasnetausrufen um 12:00 Uhr, danach findet um 15:00 Uhr ein Narrenlaufen und um 20:00 Uhr ein Narrenlaufen mit Fackeln statt. 
Der Fasnetsmontag beginnt mit dem Taganrufen um 5:00 Uhr. An verschiedenen Stellen in der Stadt treffen sich Schuttig, Stadtmusikanten, die sieben Taganrufer und das Nachtwächterpaar, um das Nachtwächterlied zu singen und das Stadtgeschehen des letzten Jahres zu persiflieren. Am späten Nachmittag und besonders am Abend ziehen die Moritatensänger durch das Städtchen; sie tragen alte Geschichten humorvoll vor. Die Moritatensänger besuchen jedes offene Lokal.
Der Fasnetsdienstag beginnt mit dem Latschariholen. Die Oberen der Zunft beschließen dabei, wer gefangen, mit einem Narrenseil gefesselt und auf einem Karren zum Gasthaus „Löwen“ gefahren werden soll. Am Nachmittag findet ein weiteres Narrenlaufen statt. Die Fasnet endet um Mitternacht; alle Narren nehmen dann ihre Larven ab.
Alle sieben Jahre findet das Bengelreiten am Fasnetsmontag statt (letzter Termin 2020, nächster Termin 2027). Bengelreiter ist der jüngstverheiratete Ehemann der Stadt. Er steigt mit Anzug und Zylinder aus dem Fenster seines Schlafzimmers und setzt sich auf zwei lose miteinander verbundene Stäbe, dem so genannten Bengel. Er wird daraufhin dem schwarzen Teufelsschuttig hinterhergetragen. Sieben ledige Frauen mit glatten Holzschwertern und sieben verheiratete Frauen mit gezackten Schwertern umrahmen den von vier Männern getragenen Bengel. An verschiedenen Stellen der Stadt versuchen die ledigen Frauen nach einem Signal des Zunftmeisters den Bengelreiter von seinem Sitz zu drängen. Die verheirateten Frauen versuchen das zu verhindern. Falls der Bengelreiter herunterfällt, wird er unter dem Gelächter der Zuschauer in den Stadtbrunnen geworfen. Wenn er nicht herunterfällt, erhält er eine Urkunde überreicht.